# Zona Lliure

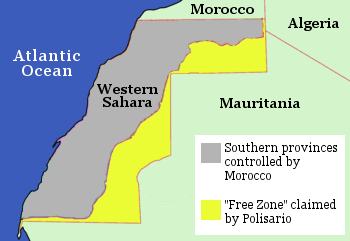
El mur marroquí segueix la línia entre les àrees grisa i groga.

La Zona Lliure, o Territoris Alliberats, és un terme usat pel Front Polisario per a descriure la part del Sàhara Occidental que està a l'est del mur fronterer marroquí i a l'oest i al nord de les fronteres amb Algèria i Mauritània, respectivament. La Zona Lliure està separada de la resta del territori del Sàhara Occidental per un mur de 2.200 quilòmetres, protegit per un dels majors camps de bombes terrestres del món. La frontera és coneguda sovint com a berm.

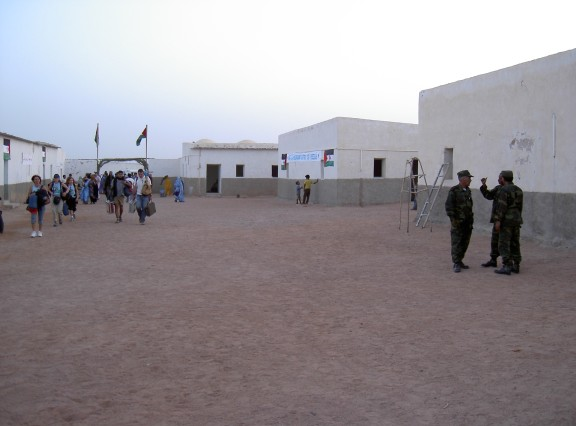
Tifariti, al nord-est de la zona, 2005

La població de la Zona Lliure s'estima que és d'unes 30.000 persones. Va ser establerta com una zona de control del Front Polisario després d'un alto el foc amb el Marroc en 1991, el qual va ser acordat conjuntament com a part del Pla d'acord. El Marroc controla les àrees a l'oest del mur, incloent-hi la majoria de la població del territori. L'alto el foc està supervisat per les forces MINURSO de les Nacions Unides, encarregades de mantenir la pau a la regió i l'organització d'un referèndum sobre la independència.
La República Àrab Sahrauí Democràtica ha fixat en dues poblacions d'aquesta zona la seva capital administrativa: Bir Lahlu, i sobretot en Tifariti. Els seus principals assentaments són: Agüeinit, Bir Lahlu, Bir Tiguisit, Dougaj, Meharrize, Mijec, Tifariti i Zug.

## Estatus i acord militar
La situació del Sàhara Occidental està força disputada entre el Polisario i el Marroc, i això inclou als títols que s'utilitzen per referir-se a les zones sota el control de les diferents parts.
Marroc es refereix habitualment a la regió realitzada pel Polisario com una "zona tampó" o "franja matalàs", i afirma que a les forces del Polisario no se'ls permet l'entrada, i que tant les activitats militars com la construcció civil en aquest àmbit constitueixen violacions de l'acord d'alto el foc. El Front Polisario, per la seva banda, afirma que això no es correspon amb les disposicions de l'acord que regula l'estatus del territori, que el Marroc va signar el 1991, i es refereix a la "zona de separació", ja que és una porció molt prima de tot el territori. Aquesta zona serveix com a terra de ningú de divisió de les forces. Les zones fora d'aquesta zona estan oberts a l'activitat pel costat que els controla, sempre que s'adhereixin a algunes restriccions als moviments militars. De la mateixa manera, el Polisario anomena les àrees com a "territori alliberat" o la "zona lliure", però això no és una designació oficial. L'ONU diu simplement "a l'est del mur", i es refereix als territoris sota control marroquí com "l'oest del bera". Per tant, no dona sanció a les pretensions de les parts.
D'acord amb el Pla de Regularització, el moviment de combatents del Polisario es restringeix de manera similar a les restriccions que tenen les forces marroquines al seu costat del berm. La MINURSO detalla Arxivat 2007-02-18 a Wayback Machine. les següents restriccions per a les diferents zones:
- Una franja tampó (BS) de 5 kilòmetres d'ampla, al sud i est del berm;
- Dues àrees restringides (RA) de 30 kilòmetres d'amplada al llarg del berm. La Franja Tampó és inclosa en l'Àrea Restringida al costat del Polisario i el berm s'inclou en l'àrea restringida a la banda de l'Exèrcit del Marroc
- Dues àrees amb restriccions limitades (ALR), que són les dues grans parts restants extensions de terra del Sàhara Occidental a banda i banda respectivament.

Cadascuna de les cinc parts té restriccions específiques pel que fa a les activitats militars de les dues parts:
- Franja Tampó: No hi poden entrar personal o equipament marroquí o del Polisario, ni per terra ni per aire. Sense tret d'armes en o sobre l'àrea.
- Àrees restringides: Sense trets d'armes de foc o exercicis d'entrenament militar, amb l'excepció de les activitats de preparació física de personal no armat. Sense reforços tàctics, ni redistribució o moviment de tropes, casernes/unitats, botigues, equips, municions, armes, sense cap entrada d'avions militars i cap millora de les infraestructures de defensa. S'apliquen algunes excepcions i es permet algunes activitats després d'informació prèvia o autorització de la MINURSO (Nota: aquests són restriccions en breu, per obtenir informació més detallada, llegiu la MA#1 completa).
- Àrees amb Restriccions Limitades: Podran dur-se a terme totes les activitats militars normals, excepte el reforç dels camps de mines existents, la col·locació de mines, la concentració de forces, la construcció de noves casernes i instal·lacions d'emmagatzematge de municions. MINURSO necessita estar informada si les parts tenen la intenció de realitzar exercicis militars, incloent-hi el tret d'armes d'un calibre superior a 9 mm.

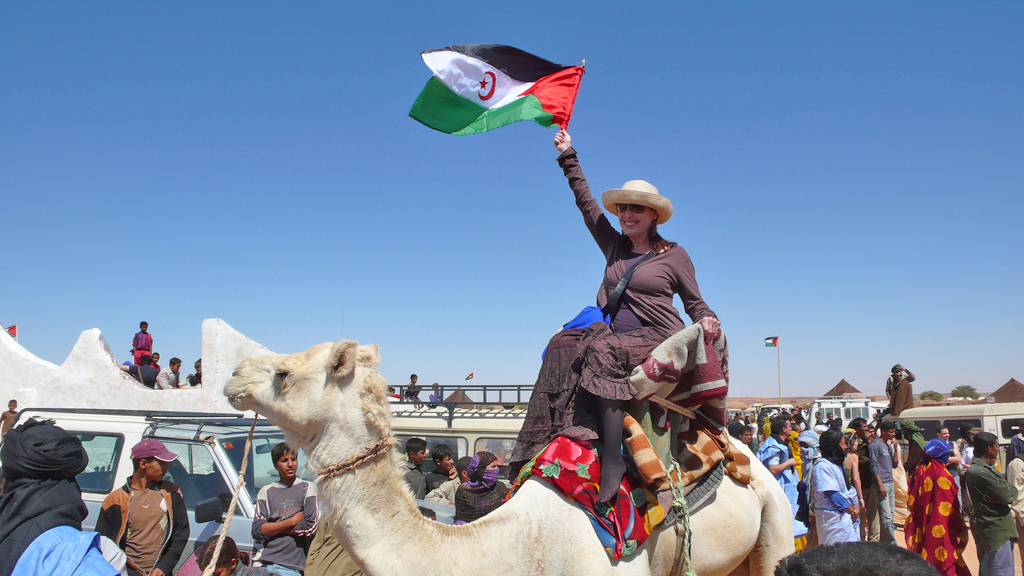
L'actriu espanyola Verónica Forqué al Festival Internacional de Cinema del Sàhara.

## Població i activitats a la zona
L'accés és difícil fins i tot per als sahrauís a causa de la duresa del clima del Sàhara, el conflicte militar i l'abundància de mines. L'àrea està habitada principalment per nòmades sahrauís, que mantenen el pasturatge de camells tradicional dels seus avantpassats, entre la zona, el nord de Mauritània i els camps de refugiats. També hi ha una petita població comerciant, que venen productes als viatgers. La població del territori s'estima entre 30.000i 40.000 persones
Els majors assentaments de la zona són Tifariti (actual capital temporal), Bir Lahlu (antiga capital temporal), Agüeinit, Meharrize, Mijec, Dougaj i Zug.
Els principals esdeveniments polítics sahrauís, com els congressos del Polisario i sessions d'obertura del Consell Nacional Saharaui (el parlament de la RASD a l'exili) es duen a terme a la zona (especialment a Tifariti i Bir Lehlu), ja que es considera socialment, políticament i simbòlicament important dur a terme els afers polítics a terra sahrauí.

## Les forces del Polisario
Les tropes del Polisario (de l'Exèrcit d'Alliberament Popular Saharaui, ELPS) a l'àrea es divideix en set "regions militars", cadascuna controlada per un alt comandant que informa el President de la República Àrab Saharaui Democràtica. La grandària total de l'exèrcit guerriller del Polisario present en aquesta àrea és desconegut. Algunes fonts afirmen entre 3.000 i 6.000 homes, mentre que altres augmenten el nombre fins a 12.000, amb combatents addicionals estacionats a Algèria, Mauritània o que han estat desmobilitzats a causa de l'alto el foc. Aquestes forces es van instal·lar en posicions permanents, com ara emplaçaments de canons, trinxeres defensives i bases militars subterrànies, així com la realització de patrulles mòbils pel territori.

## Incidents a la zona
Una concentració de forces per a la commemoració del 30 aniversari de la RASD va ser objecte de reprovació per les Nacions Unides, ja que es va considerar un exemple d'una violació d'alto el foc per portar una gran concentració de tal força a la zona.
Minurso informa que hi ha una mitjana de 2-4 violacions s tot el territori del Sàhara occidental cada mes, entre les dues parts. A més d'això, hi ha més altres violacions relacionades amb els comandants locals d'ambdós costats quan neguen la inspecció de les seves forces pel personal de la MINURSO. A tall d'exemple, la pàgina principal de la missió cita el mes de juny de 2006, quan hi havia "comeses unes 189 eventuals violacions de LDM [llibertat de moviment], totes relacionades amb la denegació de l'entrada als observadors militars [oficials militars de l'ONU] en punts forts i unitats de les parts." Arxivat 2007-02-18 a Wayback Machine. Malgrat aquestes infraccions lleus, no hi ha hagut fins a la data cap acció hostil greu des de qualsevol part des de 1991, i tots dos costats del berm són considerats en calma segons les normes de manteniment de la pau.
Es duen a terme a la regió manifestacions anuals contra el mur marroquí pels saharauis i activistes internacionals d'Espanya, Itàlia i altres països, principalment europeus. Aquestes accions són seguides de prop per les Nacions Unides.